# モーレンカンプオオカブト
モーレンカンプオオカブトは、節足動物門昆虫綱甲虫目コガネムシ科カブトムシ亜科カブトムシ族アトラスオオカブト属に属するカブトムシの一種。東南アジアのボルネオ島にのみ生息し、それに因んでボルネオオオカブトとも呼ばれる。

## 名称由来
名前の由来の「モーレンカンプ」とは、ボルネオ島で本種を調べたドイツ人昆虫学者「ヴィルヘルム・メーレンカンプ」に因んでおり、日本読みではモーレンカンプでも、名称と外国語の発音の意味で、海外読みでは厳密に「メーレンカンプオオカブトムシ」と呼ばれる。
他に「モーレンカンプ＝メーレンカンプ」が付いた名前の甲虫には、モーレンカンプ（モセリ）オウゴンオニクワガタ(ALLotopus moellenkampi　moseri)と、モーレンカンプコクワガタ(Dorcus　 moellenkampi)がいる。

## 特徴
コーカサスオオカブトやアトラスオオカブトなどと同じアトラスオオカブト属（カルコソマ属）に分類される。本種のオスもまたコーカサスやアトラスのような3本の角と独特の金属光沢を有する。
体長はオスは60〜115mmであり、コーカサスよりは小さく、アトラス（フィリピンのミンダナオアトラスを除いて）よりは大きい。しかし、まれに頭角先端まで130mmを超える大きさ（コーカサスに匹敵）の個体も報告されている。メスは体長45〜60mmほどでオスよりかなり小さい。メスはアトラスやコーカサスに似ているが、アトラスやコーカサスの緑銅色に比べ、やや赤銅色に近い体色で区別できる。
本種最大の特徴として、体の幅が狭く体高があることがあげられる。また、前胸部は三角形状で、そこから胸角が平行に伸びているなど、コーカサスやアトラスとは雰囲気が異なるため、簡単に区別することができる。しかし、それ故にカルコソマ属の人気の要因である迫力には欠けると言われ、体の幅が広いコーカサスやアトラスと比べると、その点で人気は劣るともいわれる。更に生息地がボルネオ島のみであり、原産地の国立公園地域での捕獲が禁止、もしくは制限されている為に捕獲個体もそう多くは無く、その為か、コーカサスやアトラスほど輸入される数は多くはない。
胸角が狭い以外にもコーカサスやアトラスと異なる点として、大型個体の頭角には、アトラスやコーカサスにはある先端部の膨らみや、角の途中にある小さな突起がない代わりに、２種と比べるとかなり長い。中型や小型個体では、頭角にコーカサスやアトラスのような二対の小さな突起が先端付近に出来るが、胸角の狭さと体高の高さの特徴までは変わらない。

## 生態
ボルネオ島中心部のキナバル山を中心とした1000～2000m付近の高標高地に生息し、幼虫は熱帯雨林の倒木や朽ち木の周辺や中に入り、それを食べて成長する。成虫になるまで約1年半ほどを要する。高地に生息するため高温に弱く、昼間に活動する場合もあるが、基本的に夜行性となる。
成虫はロダンの樹などの樹液に集まるが、高標高に生息している為、多くの生態は解明されておらず、詳しい生態は不明な点が多い。コーカサスやアトラスと同様に、成虫は灯火にも飛来するが、捕獲されたり、ペット輸入される個体は、もっぱらこうして灯火に来て捕らえられたものである場合が多い。
成虫の寿命は約半年～1年とコーカサスやアトラスと同程度で、同島にはアトラスオオカブト（ネシアアトラス　Chalcosoma.atlas.keyboh（別名ボルネオアトラス）のボルネオ産は、最大で約100mm）も生息しているが、本種の方がやや高標高に住んでいて、低地と高地で生息場を住み分けているとされている。コーカサス、アトラスや、他のオオカブトムシ類と同様に前胸部と背部の前翅部の間の部分は噛み合わせのような構造となっており、捕食者がここを攻撃した場合には、素早く閉じて相手を挟み込んで身を守る。
カルコソマ属の例に漏れず闘争心が強く、気性は荒いが、コーカサスやアトラスに比べて胸角が狭いために、同種間での争いでは、相手の動きを胸角と頭角を使って締め上げるよりも、胸角で動きを封じて相手を圧して倒したり、持ちあげたりといった2種とは少し異なる戦い方が見られる。

## 飼育
カルコソマ属なので、ほぼコーカサス、アトラスと同じ具合に飼育することが出来る。しかし、2種よりもやや高標高に住んでいるためか、温度に関しては２種よりもやや低めにして飼った方が良いともいわれる。オスがメスを攻撃して殺してしまう場合もあるので、それに注意して基本単頭飼育するのも2種と同じである。産卵や幼虫の餌には、市販や通販のカブトムシ用の餌土マットや、クヌギのマットを用意する。
飼育下では、コーカサスやアトラスに比べ、オス、メス共に土の中に潜る傾向が強い場合もあり、メスは産卵目的ではなくても、マットの中に潜って、そこでじっとしていたりもする。オスも飼育マットを深く敷き詰めると、その中に身を沈める行動が見られる事がある。
コーカサス、アトラス同様に大型の成虫に成長させるのは、難しいと云われる。